# Mittelohr-Implantat
Ein Mittelohr-Implantat ist ein Implantat im Mittelohr, das der Verbesserung des Gehörs dient.

## Passives Mittelohrimplantat
Künstliches Gehörknöchelchen aus Titan oder Keramik, das vom HNO-Arzt bei einer gehörverbessernden Operation (Tympanoplastik) anstelle eines zerstörten Gehörknöchelchens eingesetzt wird. Titan ist als Implantatmaterial biologisch innerhalb von Knochengewebe (Zahnimplantate) und Weichgewebe äußerst zuverlässig und wegen seines geringen Gewichtes in der Lage, auch bei hohen Schallfrequenzen mitzuschwingen.

## Aktives Mittelohrimplantat
Implantierbare Hörverstärker dienen der Behandlung bestimmter Kranker mit einer Innenohrschwerhörigkeit. Mit einem winzigen Hochleistungsvibrator, der in das Mittelohr eingepflanzt wird, werden die Vibrationen im Nanometerbereich ins Ohr eingeleitet. Dadurch können bestimmte Schwerhörige wieder hören, bei denen übliche Hörgeräte nicht helfen.